# Catuti
Catuti är en kommun i Brasilien.   Den ligger i delstaten Minas Gerais, i den östra delen av landet, 500 km öster om huvudstaden Brasília. Antalet invånare är 5 102.
Omgivningarna runt Catuti är huvudsakligen savann. Runt Catuti är det glesbefolkat, med 10 invånare per kvadratkilometer.